# Aleksey Obmochayev
Alexeï Aleksandrovitch Obmotchaïev (en russe : Алексей Александрович Обмочаев) est un joueur russe de volley-ball né le 22 mai 1989 à Kislovodsk (kraï de Stavropol, alors en URSS). Il mesure 1,88 m et joue libero. Il est international russe.

## Biographie
Il est récipiendaire de l'Ordre de l'Amitié depuis le 13 août 2012.

## Clubs
| Club                      | De        | À         |
| ------------------------- | --------- | --------- |
| Dynamo-Yantar Kaliningrad | 2009-2010 | 2009-2010 |
| Zenit Kazan               | 2010-2011 | 2012-2013 |
| Dinamo Moscou             | 2013-2014 | ...       |

## Palmarès

### Club et équipe nationale
- Jeux olympiques (1)
  - Vainqueur : 2012
- Coupe du monde (1)
  - Vainqueur : 2011
- Ligue des champions (1)
  - Vainqueur : 2012
  - Finaliste : 2011
- Championnat de Russie (2)
  - Vainqueur : 2011, 2012
  - Finaliste : 2013
- Coupe de Russie
  - Finaliste : 2012, 2013
- Supercoupe de Russie (3)
  - Vainqueur : 2010, 2011, 2012

### Distinctions individuelles
- Meilleur libero et meilleur défenseur du Championnat d'Europe des moins de 21 ans 2008
- Meilleur libero du Final Four de la Ligue des champions 2012